# Pioners mormons

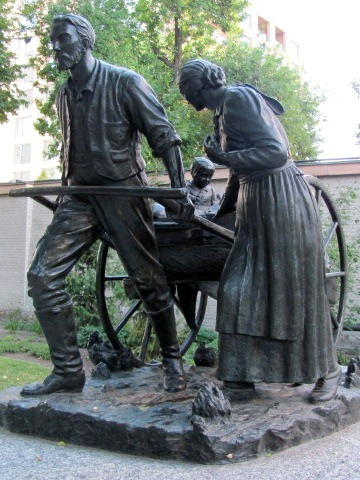
Una estàtua commemorant als pioners mormons

Els pioners mormons eren membres de l'Església de Jesucrist dels Sants dels Darrers Dies, també coneguts com a Sants dels Darrers Dies, que van emigrar a través dels Estats Units des del Mig Oest fins a la Vall de Salt Lake, fins al que és avui l'Estat de Utah. El viatge, que van realitzar unes 70.000 persones, es va iniciar a l'abril de 1847 i va concloure amb la finalització de la primera línia de ferrocarril transcontinental el 1869.

## Antecedents de la migració
L'Església de Jesucrist dels Sants dels Darrers Dies va ser fundada l'abril de 1830 per Joseph Smith i un petit grup de seguidors, originat entre el cristianisme de l'est dels Estats Units i que introduïa elements teològics nous amb tendències restauracionistes. El constant proselitisme de la seva nova fe, la seva inclinació cap a la unitat social i política i les seves creences religioses poc ortodoxes van fer que fossin perseguits amb freqüència pels seus veïns. Amb el temps, les diferències religioses, socials i polítiques entre la nova agrupació i els seus veïns van conduir a enfrontaments, moltes vegades sagnants. Al llarg de 15 anys van ser expulsats de quatre estats i això va fer que decidissin fer la seva migració pionera a la Vall de Salt Lake.

## Persecució

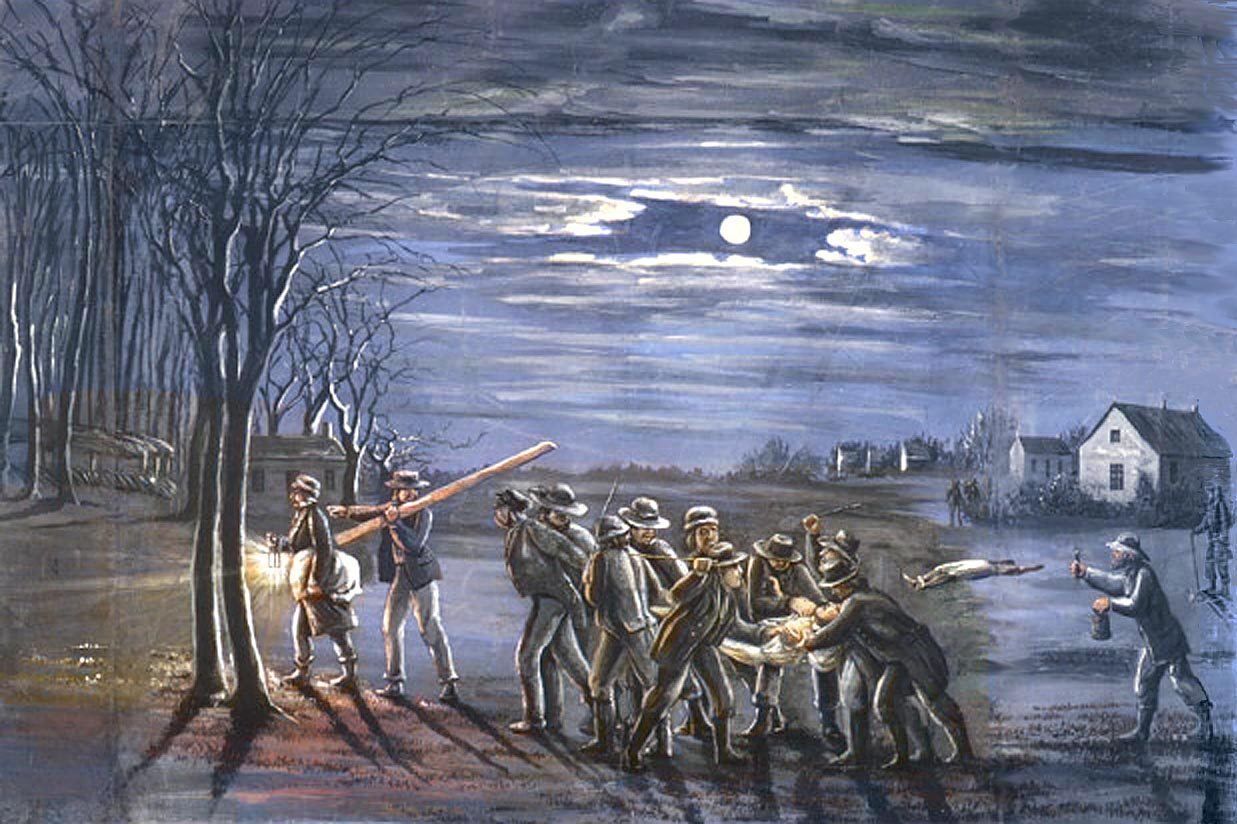
Atac en contra de José Smith, fundador del moviment dels Sants dels Últims Dies, Kirtland, Ohio

Algunes de les creences, manifestacions i costums dels membres de la recentment fundada església no van ser ben rebudes per altres congregacions cristianes. Així, l'agregat de noves i diferents escriptures com El Llibre de Mormó, la manifestació que Joseph Smith va tenir converses amb Déu, Jesucrist i altres personatges celestials, la seva forma de govern teocràtica i la controvertida pràctica de la poligàmia van ser una combinació de factors que van provocar tensions que, amb el temps, van desembocar en episodis de violència i en la persecució dels nous líders religiosos. Les persecucions i els actes de violència no van ser exclusius dels qui no pertanyien a l'església. En una ocasió, a Kirtland (Ohio), Joseph Smith va ser cobert amb una barreja de brea i plomes per una multitud entre la qual es trobaven individus que havien desertat de l'església. Aquesta persecució, entre d'altres raons, va suposar que la major part dels membres d'aquesta Església es traslladés d'un lloc a un altre: Ohio, Missouri, i després Illinois, on els membres de l'església van construir la ciutat de Nauvoo. El governador de Missouri, Lilburn Boggs, va emetre poc després una ordre d'exterminació contra tot mormó que visqués a l'estat. R
El descontentament amb la percebuda teocràcia també va prendre arrels dintre de l'església, amb grups d'homes separats de l'església organitzant i liderant rebel·lions i formalitzant acusacions legals en contra dels mormons a Nauvoo i el seu alcalde, Joseph Smith. En 1844, mentre llançava formalment la seva candidatura a la presidència dels Estats Units, Joseph Smith va ser empresonat, acusat d'haver dirigit la destrucció d'una impremta opositora. La destrucció de la impremta, fundada per l'excomunicat apòstol mormó William Law, fou una oportunitat aprofitada per crítics com Thomas Sharp, qui pretenia obertament la ruïna de l'església.[8] La creació d'una milícia privada en Nauvoo va pertorbar encara més l'assossec d'altres ciutats del comtat, com Warsaw i Carthage, que temien la propagació de la teocràcia de Nauvoo. La crisi de successió del moviment dels Sants dels Últims Dies va ocórrer després de la mort violenta del seu fundador, Joseph Smith i el seu germà Hyrum a la presó de Carthage, el 27 de juny de 1844.[9] L'església, amb seu encara a Nauvoo, va continuar sota la direcció en quorum dels seus dotze apòstols, sense que en dos anys fos nomenat el successor del seu primer profeta. Finalment, en 1846, la majoria de l'església va donar suport a Brigham Young, de 45 anys, com el nou president, mentre que altres membres van seguir Sidney Rigdon o Joseph Smith III (el fill del fundador del moviment). Al seu torn, alguns altres, com Emma Smith (esposa de Joseph Smith) van romandre a Nauvoo i les seves regions veïnes. Alguns fidels de Nauvoo, van discrepar de l'autoritat dels dotze i van seguir James J. Strang, qui s'hauria proclamat profeta i successor legal de Joseph Smith.

## Winter Quarters
La tensió religiosa va continuar incrementant-se en Nauvoo fins a desembocar en el que a vegades s'ha anomenat la guerra mormona d'Illinois. Avalats amb un revocatori del poder legislatiu de l'estat, es van organitzar diversos grups civils i, ocasionalment, militars, per a expulsar els mormons d'aquest estat. Brigham Young va poder negociar una treva que permetria als sants de Nauvoo preparar-se amb temps per a abandonar la ciutat,[12] la qual havia aconseguit, per a 1845, una població de 22.559 habitants.[8] La majoria dels membres de l'església van seguir Brigham Young i nou dels dotze apòstols, establint una estació transitòria a Winter Quarters, Nebraska, l'hivern de 1846.[13] En aquest lloc es van fer els preparatius per a l'èxode dels pioners, amb el propòsit d'establir, fora dels Estats Units, un estat lliure associat, independent del sistema federal i on poguessin practicar la seva religió sense l'assetjament dels gentils, és a dir, d'aquells que no pertanyien a la seva església.[14] Young imaginava la creació d'un Estat nou que anomenava «Deseret». Poc queda avui dia de Winter Quarters, lloc on els pioners es van assentar des de 1846-1848 i on la transició física i eclesiàstica de l'església es va fer legal i pública.[13]

## Motivació teológica
Segons la creença de l'Església de Jesucrist dels Sants dels Últims Dies, Déu va dirigir a Brigham Young,[15] successor de Joseph Smith com a president de l'Església, perquè ajuntés a tots els membres per emigrar cap a l'oest, més enllà de la frontera occidental dels Estats Units, cap al que en aquell temps era Mèxic.[4] [16] En el que es considera la revelació divina que va dirigir a l'èxode, es comença dient que les instruccions constituïen «la paraula i la voluntat del Senyor quant al Campament d'Israel » i va arribar a ser per als pioners, la constitució que va governar la jornada.[17] Durant l'hivern de 1846-47, els líders Sants dels Últims Dies en Winter Quarters, en altres parts de Nebraska, i a Iowa, van planejar la migració de la major part dels membres de la seva església, les seves pertinences i bestiar. Aquesta enorme tasca va resultar ser un desafiament significatiu per a la capacitat de lideratge mormó, així com per a la xarxa administrativa existent en la recentment reestructurada església.[1]
Brigham Young personalment va recopilar tota la informació disponible sobre la Gran Vall de Salt Lake i la Gran Conca nord-americana, consultant muntanyencs i paranyers que freqüentaven Winter Quarters,[18] i celebrant reunions amb el reverend Pierre-Jean De Smet, un missioner jesuïta familiaritzat amb l'àrea de la Gran Conca. Brigham Young i el seu grup de fidels no eren els únics en trajectòria cap a l'oest nord-americà. Per a 1845, unes 5.000 persones s'havien establert a Oregon, mentre que moltes altres ho farien a Texas i Califòrnia.[13] El cautelós Brigham Young insistia que els mormons poblessin llocs que ningú més volgués i que els proporcionessin suficient aïllament per a poder practicar lliurement la seva religió:[19] va pensar que la Vall de Salt Lake complia amb aquest requisit i que, a més, tindria molts altres avantatges per als Sants.[15] Pel seu paper en aquesta migració i per analogia amb l'Antic Testament, s'ha anomenat de vegades a Brigham Young el" Moisés nord-americà".[20] [16]

## Companyia d'avantguarda de 1847
Havent establert una percepció favorable del territori de Utah i sent aprovat l'èxode, Young va organitzar una companyia d'avantguarda per obrir el camí de l'oest fins a les Muntanyes Rocoses, recollir informació sobre les condicions del camí, incloent-hi fonts d'aigua i tribus d'amerindis, i seleccionar, en última instància, el punt central a la Gran Conca en la qual establirien el seu refugi.[21] L'objectiu principal era arribar a un punt de divisió entre els territoris d'Oregon i Califòrnia aproximadament en el paral·lel 42, on es marca una divisió climàtica favorable: massa fred cap al nord i massa desèrtic cap al sud.[22]
La companyia inicial seleccionaria i obriria un camí principal, amb l'expectativa que els pioners posteriors la mantinguessin i milloressin. S'esperava que el grup pogués, on fos possible, establir guals i transbordadores, així com sembrar i conrear amb, fins i tot, les tècniques d'irrigació que es requerissin. A la fi de febrer, es van fer els plans per a recol·lectar els pots portàtils, els mapes, els instruments científics, els instruments de granja i les llavors. Una ruta nova al costat del nord del riu Platte, un afluent del Riu Missouri,[23] va ser triada per a evitar interferir amb els viatgers que havien establert el popular Oregon Trail en el costat del sud del mateix riu.[24] Ateses les necessitats d'un grup de persones tan nombrós com el que es preparava per a viatjar cap a l'oest, els líders de l'església SUD, van decidir evitar conflictes potencials sobre els drets de pastura, l'accés a l'aigua els llocs per a acampar establerts per exploradors del passat.
Winter Quarters, lloc de partida dels primeros pioneros mormones.
L'abril del 1847, Young va consultar amb membres del Quórum dels Dotze Apòstols que havien tornat recentment d'una missió britànica. John Taylor, Parley P. Pratt[25] i Orson Hyde van portar diners donats pels Sants dels Últims Dies britànics, un mapa basat en una recent expedició de John C. Fremont a l'oest, i instruments per a calcular la latitud, elevació, temperatura i pressió baromètrica. Triats els membres del grup d'avantguarda, les últimes provisions van ser embalades i el grup es va organitzar en companyies militars.
El grup el van formar 143 homes, incloent tres esclaus negres i vuit membres del Quorum dels dotze Apòstols, tres dones, i dos nens.[26] La companyia va contenir 73 carretes, un canó, 93 cavalls, 52 mules, 66 bous, 19 vaques, 17 gossos i alguns pollastres,[27] portant suficients provisions, completament a la disposició del grup perquè durés un any. Young va dividir aquest grup en 14 companyies, cadascuna amb un capità designat. Per por a la possibilitat d'un atac per part de natius americans, es va formar una milícia i guàrdies nocturnes sota la direcció de Stephen Markham.

## La travessia
El 15 d'abril de 1847,[1] a les 2 de la tarda, el grup de carretes va començar la seva travessia a l'oest des de Winter Quarters cap a la Gran Conca. En començar la tarda, van recórrer cinc quilòmetres i van acampar en una fila a poca distància d'un dipòsit de fusta. Alguns registres en diaris demostren que Young era qui activament organitzava i coordinava la travessia, supervisant els detalls i ocasionalment renyant, per exemple, quan les recreacions del capvespre o dels diumenges es tornaven desenfrenades o quan algun membre del grup fallava en les seves feines.[24] En una ocasió Young va amonestar als caçadors del campament per «malbaratar la carn... matant més del que es necessitava».[28] El campament s'aixecava a les 5 del matí al so d'un clarí i s'esperava que estiguessin amanits per al viatge a les 7 del matí. El viatge i les seves feines diàries havien d'acabar a les 8:30 de la nit i els del campament havien d'anar-se a dormir a les 9 pm. Viatjaven sis dies a la setmana, generalment descansant el diumenge per a observar el dia de repòs.
"A les planes, després d'un dia de marxa, es posaven les carretes en cercle, un home amb un violí prenia el seu lloc a prop de la fogata i allí mateix, a la pradera, els tenaços pioners, després d'oferir una oració, s'agafaven de la mà i es posaven a ballar i a gaudir d'un entreteniment que fomentava l'esperit de l'Evangeli.”[29]

## Assignacions
Alguns membres de la companyia tenien assignacions específiques durant el viatge. Per exemple, a William Clayton se'l va designar escrivent de la companyia i s'esperava que redactés una descripció precisa del dia a dia del viatge i la distància recorreguda diàriament. Després de tres setmanes Clayton es va cansar d'anotar les revolucions de la roda d'una carreta i calcular d'aquesta manera la distància diària en multiplicar el compte per la circumferència de la roda. En consultar amb Orson Pratt, matemàtic competent, va dissenyar un mecanisme que consistia en una roda dentada de fusta unida a la galleda de la roda de la carreta, el qual 'explicava' o enregistrava per la seva posició, les revolucions de la roda. El disseny de Clayton, que ell va cridar «roadmeter» (caminòmetre),[30] és la base de la majoria dels comptaquilòmetres moderns. L'aparell el va construir el fuster de la companyia Appleton Milo Harmon, per mitjà de les especificacions de Clayton i Pratt, i es va usar per primera vegada el matí del 12 de maig de 1847. Aquest caminòmetre mostrava un recorregut mitjà entre 22 i 32 km diaris. Orson Pratt, un dels apòstols de l'Església en l'època, va ser nomenat com observador científic de la companyia. Va fer lectures regulars per mitjà d'instruments científics, va prendre notes sobre les formacions geològiques i els recursos minerals i va descriure plantes i animals. Els diaris que portaven Clayton i Pratt han significat valuosos recursos per als historiadors de la migració mormona a l'oest. Altres membres tenien feines no científiques, com espantar les filades de desenes de milers de búfals del camí per a permetre el pas de les companyies.[31]
Les dones de la companyia també van fer tasques vitals al llarg del camí. Si bé passaven molt de temps en activitats tradicionals tals com cuinar, cosir i atendre els nens, diverses dones van servir com escrivents i van redactar diaris amb tot luxe de detalls. Harriet Page Young, esposa de Lorenzo Young, va ser la primera dona seleccionada per viatjar amb la companyia. Ella estava malalta i Lorenzo temia deixar-la enrere amb els seus fills. Les altres dones inicials de la companyia, Ellen Sanders Kimball, esposa d'Heber C. Kimball, i Clarissa Decker Young, esposa de Brigham Young, van ser convidades a seguir el grup per ocupar-se d'Harriet Young i acompanyar-la. Les tres dones van rebre després la visita d'un grup de dones de l'església provinents de Mississipi, que es van unir al grup en Laramie, Wyoming.

## Forts Laramie i Bridger
Pioners creuant les planícies de Nebraska.[26]
El primer segment del viatge, des de Winter Quarters fins al Fort Laramie va prendre sis setmanes, arribant la companyia al fort el dia 1 de juny. La companyia es va detenir per a fer reparacions i canviar-li les ferradures als cavalls. En el Fort Laramie, es van ajuntar al grup d'avantguarda membres del Batalló Mormó,[32] que se'ls havia donat de baixa per malaltia i enviats a passar l'hivern en Poble (Colorado). També al grup es trobaven fidels provinents de Mississipi, què havien pres una ruta més cap al sud en direcció a la Gran Conca. En aquest punt, la crescuda companyia va abordar el ja establert «Oregon Trail» en direcció al punt de bescanvi del Fort Bridger, a Wyoming.[33] En un punt de difícil encreuament del riu Platte, just abans d'arribar al riu Sweetwater,[27] la companyia va fer ús del seu vaixell portàtil amb el qual van aconseguir travessar amb relativa facilitat. Els locals de Missouri a la vora del riu, cobraven als Sants $1,50 o més per embarcació per a ajudar-los a travessar el riu. Veient l'oportunitat d'ajudar a futurs viatgers, així com el poder augmentar els diners disponibles per a la migració, nou homes sota l'adreça de Thomas Grover, van ser assignats a construir i operar un ferri en aquesta localitat.
Durant l'última setmana de juny, Sam Brannan, líder del vaixell de mormons emigrants Brooklyn, es va trobar amb la companyia d'avantguarda a prop del poble de Green River, Wyoming.[15] Brannan va reportar a Young sobre el reeixit viatge del seu grup i la seva ubicació on el que avui és San Francisco (Califòrnia). i va instar a Young perquè la companyia d'avantguarda continués fins a Califòrnia, però no va aconseguir canviar-li el parer al líder mormó sobre la Gran Conca. Brigham Young també es va reunir amb el muntanyenc Jim Bridger el 28 de juny.[15] Van discutir sobre possibles rutes cap a la Vall de Salt Lake, i el realista que seria establir colònies viables a les valls muntanyoses de la Gran Conca. Bridger, entusiasta sobre la colonització propera al llac Utah, va aportar informació sobre la presència de bona pesca, fruita salvatge, fusta i bones terres de conreu. Li va dir a Young que els indis locals aixecaven bones collites, incloent panís i carabasses, però el sempre present desafiament de l'àrea eren les gelades. La companyia va continuar la seva ruta per l'anomenat Pas del Sud (South Pass), van descendir el riu Verd en rais fins a arribar al Fort Bridger el 7 de juliol.[34] Al mateix temps, es va unir a ells altres tretze membres del destacament de malalts del Batalló Mormó.

## Les muntanyes Rocoses
La companyia d'avantguarda ara s'enfrontava a un trajecte més rigorós i perillós. La seva nova preocupació era la de franquejar els passos de les Muntanyes Rocoses. Els consells que havien rebut eren contradictoris, però Young va escollir seguir el camí deixat pels cercadors d'or del Grup Donner, traçat camí a Califòrnia l'any previ. Poc després de deixar el Fort Bridger, el grup es va trobar amb el tramper Miles Goodyear, amo d'un punt de bescanvi en la desembocadura del Riu Weber. Presentava bon ànim en relació al potencial agrícola de l'ampli Vall Weber.
Durant el seu viatge a través de les muntanyes, la companyia d'avantguarda es va dividir en tres seccions. Des que van creuar el Riu Verd, diversos membres del grup van patir febres, generalment coneguda com a Febre de Muntanya, probablement induïda per una paparra. El mateix Brigham Young va caure malalt poc després de la seva reunió amb Goodyear. Aquest petit grup compost per malalts es va quedar endarrerit o darrere d'una companyia més gran, i una tercera divisió de reconeixement va ser creada per a avançar-se per les muntanyes sobre la ruta designada.

## La Vall de Salt Lake

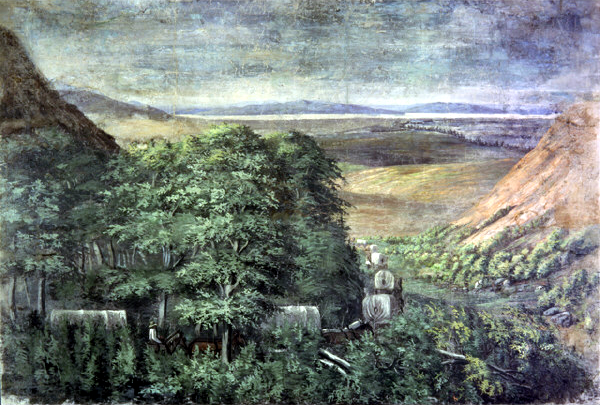
Entrant a la Vall de Salt Lake.

El 21 de juliol de 1847, la primera companyia va arribar la Vall de Salt Lake, amb els exploradors Erastus Snow i Orson Pratt sent els primers a trepitjar la vall. Pratt va escriure: «No vam poder refrenar-nos de cridar amb goig, la qual cosa gairebé involuntàriament escapà dels nostres llavis, al moment en què aquesta grandiosa i encantadora escena va arribar a la nostra vista.» Els dos exploradors es van emprendre en un circuit de reconeixement d'uns 19 km a la vall abans de tornar al grup endarrerit més gran. L'endemà, els segments més amples de la vall van ser explorats, investigats els rierols i les aigües termals i establert el primer campament a la Vall de Salt Lake. El 23 de juliol, Orson Pratt va oferir una oració dedicant la terra al Senyor.[19] La terra verge va ser cavada, van ser posats canals d'irrigació i plantats els primers camps de patates i naps.
El 24 de juliol[35] Young va veure per primera vegada a la vall una carreta de malalts, dirigida pel seu amic Wilford Woodruff.[36] D'acord amb Woodruff, Young va expressar la seva satisfacció de l'aparença de la vall i va declarar, «Aquest és el lloc correcte, prossegueixin.»[37] Avui dia, un monument està erigit al lloc on es va fer aquesta declaració. Young després va dir que havia vist amb anterioritat la vall, fins i tot el Pic Ensign, en una visió i va reconèixer el lloc.
El 28 de juliol, un dimecres, Young va establir el lloc per al futur Temple de Salt Lake City i va presentar un pla de la ciutat a un grup major per a la seva aprovació.[19] L'agost de 1847, Young i altres membres selectes de la companyia d'avantguarda van tornar a Winter Quarters. Cap al desembre de 1847, més de dos mil mormons havien completat el viatge a la Vall de Salt Lake. Diversos centenars d'ells, incloent Brigham Young, van tornar a l'est per a congregar i organitzar travessies programades per als anys següents. Cada any durant les subsegüents migracions mormones, es van continuar organitzant les persones en «companyies», cadascuna portant el nom del seu líder. La companyia es dividia al seu torn en grups de 10 i 50 amb autoritat i responsabilitats delegades per al viatge.[17] [24]

## Condicions del viatge
Els pioners van viatjar des de la Vall de Salt Lake fins a la Gran Conca usant carretes, carros de mà i, en alguns casos, carregant personalment amb les seves pertinences. Les carretes cobertes i arrossegades per bous eren freqüents, en particular en les "companyies" amb els millors recursos. Encara que existeixen evidències d'ocasionals desviaments i dreceres d'escurçament, el seu viatge al llarg de les riberes del riu Platte i a través del riu Sweetwater va arribar a ser conegut com el trajecte mormó, de l'anglès, Mormon Trail.[34]
Els recursos financers dels membres de l'Església variaven, moltes de les famílies havien sofert per les pèrdues de terres i possessions personals a Missouri i Illinois. Això va impactar sobre els recursos i provisions amb les quals podia apel·lar cada família al llarg de les 1.000 milles (2.000 km) fins a arribar a la Gran Conca. Els fons de l'església eren també limitats, però els líders van aconseguir proveir de recursos per a assistir el millor possible a les famílies i companyies en el seu trànsit pioner.
A l'octubre de 1845, mentre els Sants dels Últims Dies es preparaven per a partir de Nauvoo, un periòdic local, el Nauvoo Neighbor va imprimir un exhaustiu llistat de provisions suggerides per a cada vagó familiar: 2 o 3 jous de bous, 2 vaques lleteres, altres animals de bestiar, armes i municions, 7 quilos de ferro, politges i corda, equip de pesca, eines per a granges i equipament de cuina, així com maquinàries, i almenys 500 kg de farina i altres assortiments d'aliments. Alguns pioners sobreestimaren la quantitat de béns que tenien capacitat de carregar per jornada. A mesura que els bous es debilitaven per l'excés de pes, les carrosses havien de ser alleugerides descartant possessions preuades, incloent col·leccions literàries, utensilis familiars i mobles. El 1847, just a l'est de les Muntanyes Rocoses, la família Kimball, per exemple, va cavar un gran sot, van embolicar el seu piano amb pells de búfal i amb cura, els van enterrar. Un equip de bous va extreure l'instrument la següent primavera i el va transportar a la Vall de Salt Lake.[38]
Diverses companyies més nombroses estaven constituïdes majoritàriament per persones de menys recursos, que van empènyer les seves pròpies carretes que contenien totes les possessions personals que podien carregar. Molts d'aquests pioners van caminar la majoria del trajecte mentre que la seva família viatjava sobre les carrosses, des d'Iowa, una distància de 2.090 kilometros (1.300 la meva).[35]
A causa del clima en aquesta regió, la millor època per a viatjar era entre abril i setembre. No obstant això, algunes companyies van començar tard el seu recorregut, fet que va causar dificultats i en alguns casos, desastres. La més famosa era la companyia de carrosses de mà de Willie i Martin. Partint d'Iowa al juliol de 1856, no van arribar a Utah sinó fins a novembre, sofrint moltes morts a causa del rigorós clima hivernal i a la falta de provisions adients.[4] Unes 200 persones de les companyies de Willie i Martin van morir enmig d'inesperades tempestes de neu, abans de ser socorreguts per un grup de rescat dirigit per Brigham Young.[35]

## El vaixell Brooklyn
.

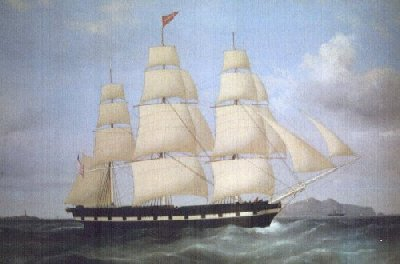
El vaixell Brooklyn, va partir al febrer de 1846 i va arribar a San Francisco al juliol

El novembre de 1845, se li va demanar a Samuel Brannan, periodista i petit publicitari del periòdic mormó, The Prophet, (canviat després a The New York Messenger -Missatger de Nova York),[39] [40] a noliejar un vaixell que portés passatgers des dels Estats Units al territori de Califòrnia. En només dos mesos, Brannan va assolir reclutar 70 homes, 68 dones i 100 nens - 238 persones en total. Brannan va negociar el passatge de $75 per adult i la meitat d'aquesta suma per als nens, amb el capità Abel W. Richardson, mestre i principal propietari del vaixell Brooklyn.[41]
El 4 de febrer de 1846, el mateix dia que comencés l'èxode mormó des de Nauvoo, el vaixell Brooklyn va salpar del port de Nova York i va començar el seu viatge de gairebé 6 mesos rumb a la costa del Pacífic del llavors Territori Mexicà de Califòrnia.[42] La nau pesava 445 tones curtes, mesurava 38 m x 8.5 m x 4.25 m (125' x 28' x 14') i va ser construïda en 1834 per Joseph H. Russell de Newcastle, Maine.[41]
El viatge va arribar a ser la travessia amb més distància coberta per una companyia emigrant mormona. El vaixell es va fer a la mar des del port de Brooklyn, Nova York i va viatjar al sud travessant l'equador atlàntic, al voltant del Cap de Forns i es va aturar a l'arcxipièlag Juan Fernández (llar del marí escocès Alexander Selkirk, conegut com a Robinson Crusoe). Va tirar àncora després a les illes de Hawaii fins que finalment va atracar al moll de Yerba Bona a San Francisco el 29 de juliol de 1846 havent pres el seu viatge 5 mesos i 27 dies.
Augusta Joyce Crocheron, passatgera del vaixell Brooklyn, va descriure el viatge:
"Pel que fa als plaers del viatge, ens trobem amb decepció, doncs en una ocasió, el serè ens va deixar parats per falta de vent als tròpics, i en una altra oportunitat vam estar sota, encorats per raó d'una terrorífica tempesta. Les dones i els nens van haver de ser amarrats als seus camarots durant la nit, doncs de cap altra forma podien romandre en ells. El mobiliari rodava d'un costat a l'altre perillant extremitats i vides. Les ones escombraven la coberta i fins a van aconseguir entrar als camarots... Els plors dels nens a la foscor, les veus de les seves mares calmant o reprimint-los, les dels homes alçades per sobre les altres veus, totes barrejades amb els angoixats gemecs dels malalts implorant socors, i, per sobretot, el rugit del vent i l'udol de la tempesta, van configurar una escena i uns sentiments indescriptibles."[41]
Els passatgers del Brooklyn van partir dels Estats Units amb l'esperança de trobar llibertat de culte. No obstant això, en l'arribar a San Francisco, se'ls va informar que estaven encara en els Estats Units d'Amèrica. Malgrat la tensió que els va obligar a deixar les seves llars en els estats de l'est, la tripulació i els passatgers "se sentien més animats i segurs." L'historiador mormó B. H. Roberts va anotar a la seva obra "A Comprehensive History of The Church of Jesus Christ of Latter-day Saints":
"Amb l'anunci de l'oficial de la naval dels Estats Units, que va abordar el Brooklyn quan aquest baixava la seva àncora, que els emigrants es trobaven en els Estats Units d'Amèrica, tres sinceres ovacions van ser presentades com resposta. L'oficial era el Capità Montgomery, de la balandra de guerra dels Estats Units Portsmouth, qui estava al comandament de Yerba Bona i del territori del voltant. Tres setmanes abans de l'arribada dels sants, la bandera dels Estats Units s'hi havia issat indicant que s'havia pres control del territori en nom del govern que la bandera representava.[42]
Aquest perillós viatge marítim va cobrir a prop de 24.000 milles (39.000 km) cobrant-se les vides de 10 de les 238 persones que hi havia a bord de la nau,[43] nou de les quals van ser sepultades en alta mar. Dos nous passatgers van néixer durant aquest èxode marítim.

## Migració subsegüent
Després de la partida dels Sants dels Últims Dies d'Illinois i Missouri, els conversos d'altres àrees dels Estats Units i Europa van seguir el trajecte inicial per a unir-se al cos de l'església en Salt Lake City. Cada any des de 1847 fins a 1869, membres de l'església que feien el viatge, el feien en grups organitzats en companyies.[44] La migració va continuar fins a 1890, però aquells que van arribar a la Vall de Salt Lake amb la nova línia transcontinental nord-americana de ferrocarril(1869), en general, no són considerats part dels «pioners mormons».

## Colonización del desert
En arribar a la Vall de Salt Lake, els pioners mormons van haver de fer-se un lloc per a viure. Van crear sistemes d'irrigació, van establir granges, molins, curtidories, van construir cases, esglésies i escoles i van establir noves indústries de cotó, llana, remolatxa sucrera, etc.[20] [16] L'accés a l'aigua va ser un element crucial en la colonització de l'àrea. Gairebé immediatament, a l'arribar a la vall, Brigham Young va enviar partides d'exploradors per a identificar i reclamar llocs addicionals amb la finalitat d'establir noves comunitats. Encara que va resultar difícil trobar llocs amb grans extensions de terra a la Gran Conca, amb fonts fiables d'aigua i on les estacions agrícoles duressin el suficient per a sembrar cultius suficients per a subsistir, es va començar a fundar comunitats satèl·lits en totes direccions. Per a construir noves poblacions, Young va enviar missioneros per tots els Estats Units, Canadà i Europa, exhortant els conversos a migrar a Utah i a territoris veïns.[14] A la llarga, els membres Sants dels Últims Dies es van dirigir cap al sud, en el que és ara Arizona i Nou Mèxic, a l'oest fins a Califòrnia, al nord en Idaho i Canadà i a l'est a Wyoming, assentant moltes comunitats d'importància en aquestes àrees.[18]
Poc després que la primera companyia arribés a la Vall de Salt Lake en 1847, es va establir la comunitat de Bountiful (Utah), una mica al nord. En 1848, els colons van comprar terres encara més al nord, en el que ara és Ogden (Utah). Després, en 1849, es van fundar les comunitats en el Comtat de Utah, incloent Provo (Utah).[19] També en aquest any, per invitació del cap Wakara, de la tribu d'Utes, els pioners van entrar a la Vall de Sanpete, al centre de l'actual Estat de Utah, on es va establir el poble de Manti.[45] [46] Fillmore, lloc que s'havia planejat per a ser la capital del nou territori, es va establir en 1851.[47] En 1855, els esforços missioners dirigits a les cultures natives locals van portar com a conseqüència la creació de llocs fronterers, a Idaho, Las Vegas, Nevada i Elk Mountain, a l'est de Utah, tals com el Fort Lemhi i Salmon River.
Riu Verge travessant el Parc Nacional Zion.
Les experiències d'alguns membres del Batalló Mormón que tornaven a les seves cases, van ser també claus en l'establiment d'aquestes noves comunitats. Per exemple, en el seu viatge cap a l'oest, els soldats mormons van identificar rius estables i valls fèrtils en Colorado, Arizona i el sud de Califòrnia. L'arbre de Josué, exlusiu del desert de Mojave, al sud de Califòrnia, va ser nomenat per pioners mormons a qui, en veure-ho per primera vegada, els va recordar al personatge bíblic en actitud d'estar aixecant els seus braços al cel.[48] A mesura que els homes donats de baixa a Califòrnia retornaven a les seves llars a la Vall de Salt Lake, ho feien a través del sud de Nevada i Utah. En aquesta ruta van descobrir el canó on es troba el present el Parc Nacional Sió, nomenat per l'aparença de temples que tenien les muntanyes.[49] Jefferson Hunt, un oficial del Batalló Mormó, es va dedicar activament a la recerca de llocs per a colonitzar, que tinguessin abundància de minerals i altres recursos naturals.[18] El seu informe va estimular els esforços de colonització del Comtat d'Iron a prop de l'actual Cedar City. Aquestes exploracions cap al sud eventualment van portar els pioners a establir-se en St. George, San Bernardino (Califòrnia)[18] i en algunes comunitats a Nou Mèxic i al sud d'Arizona.[46] Per a la mort de Brigham Young en 1877, els pioners mormons haurien establert a prop de 400 colònies.[37] Cap a 1885, les comunitats mormones s'havien establert fins al nord de Mèxic.[16]
Malgrat els obstacles presentats en el desert de la Gran Conca, els pioners van assolir tenir èxit en les seves granges, en particular pels seus mètodes innovadors de reg. Es van presentar també desafiaments polítics seriosos en la colonització de Utah. La petició el 1849 de convertir-se en un Estat de la Federació, va ser negada pel govern nord-americà, organitzant en vegada, un territori amb Young com el seu primer governador.[14] Després en 1852, amb noves lleis en el país nord-americà prohibint la poligàmia, pràctica que va començar entre alguns líders Sants dels Últims Dies en Nauvoo, van augmentar les tensions entre el govern del país i Brigham Young, alguns considerant que havia establert en el territori una autocràcia.[50] La massacre de Mountain Meadows va portar com a conseqüència l'enviament de milícies enviades de part del president James Buchanan i l'assignació d'un nou governador, Alfred Cummings, un no-mormó qui eventualment va assolir popularitat entre els sants.[14] Amb el temps, i sense vessar sang, es va assolir la pau amb els Estats Units i Utah va ser ingressat com l'Estat nombre 45, el gener de 1896, l'últim a ser admès a la unió nord-americana al segle xix. Actualment (2000) l'Estat té una població que supera els 2 milions d'habitants.